# Кельт (зброя)

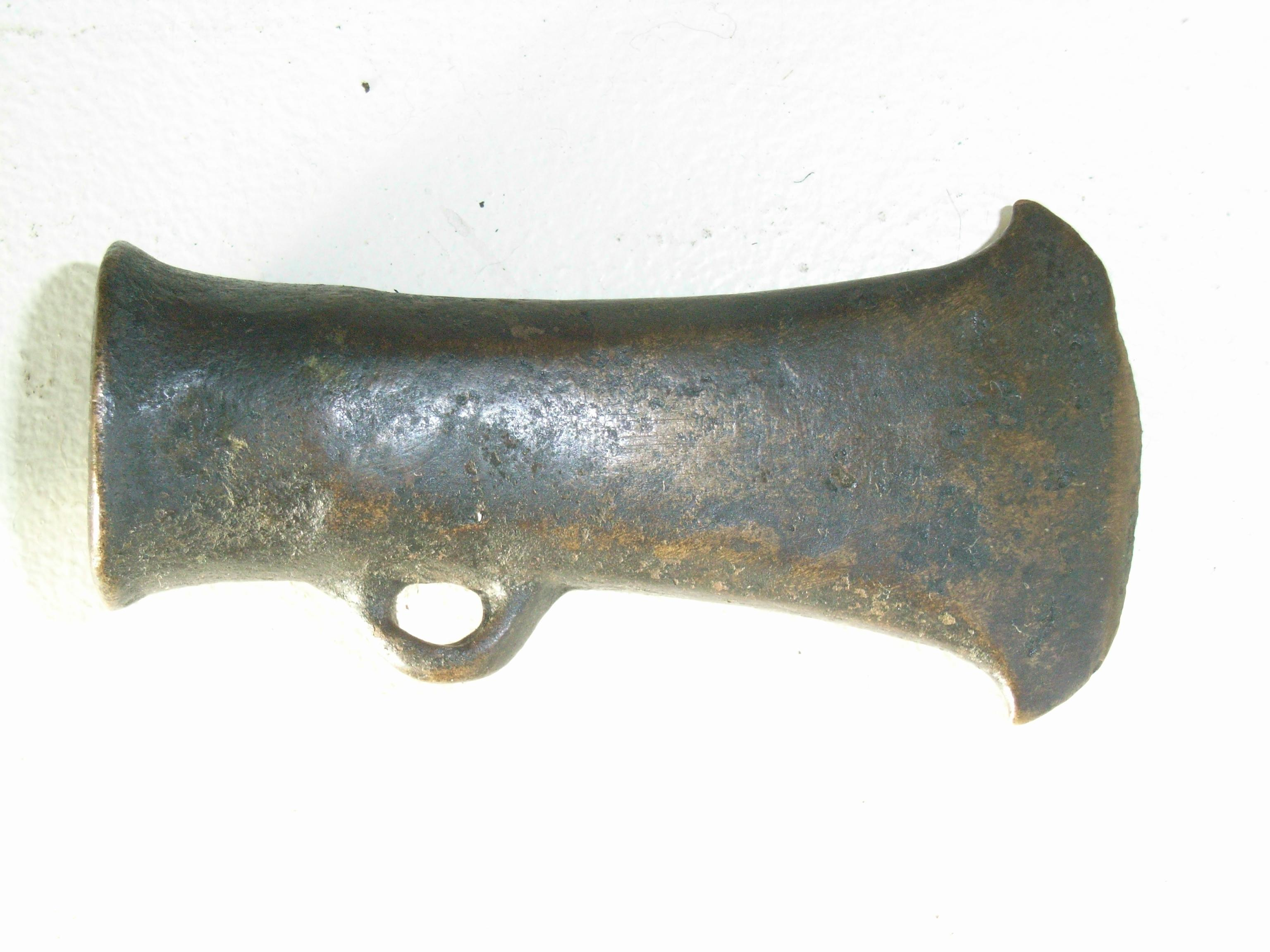
Бронзовий кельт

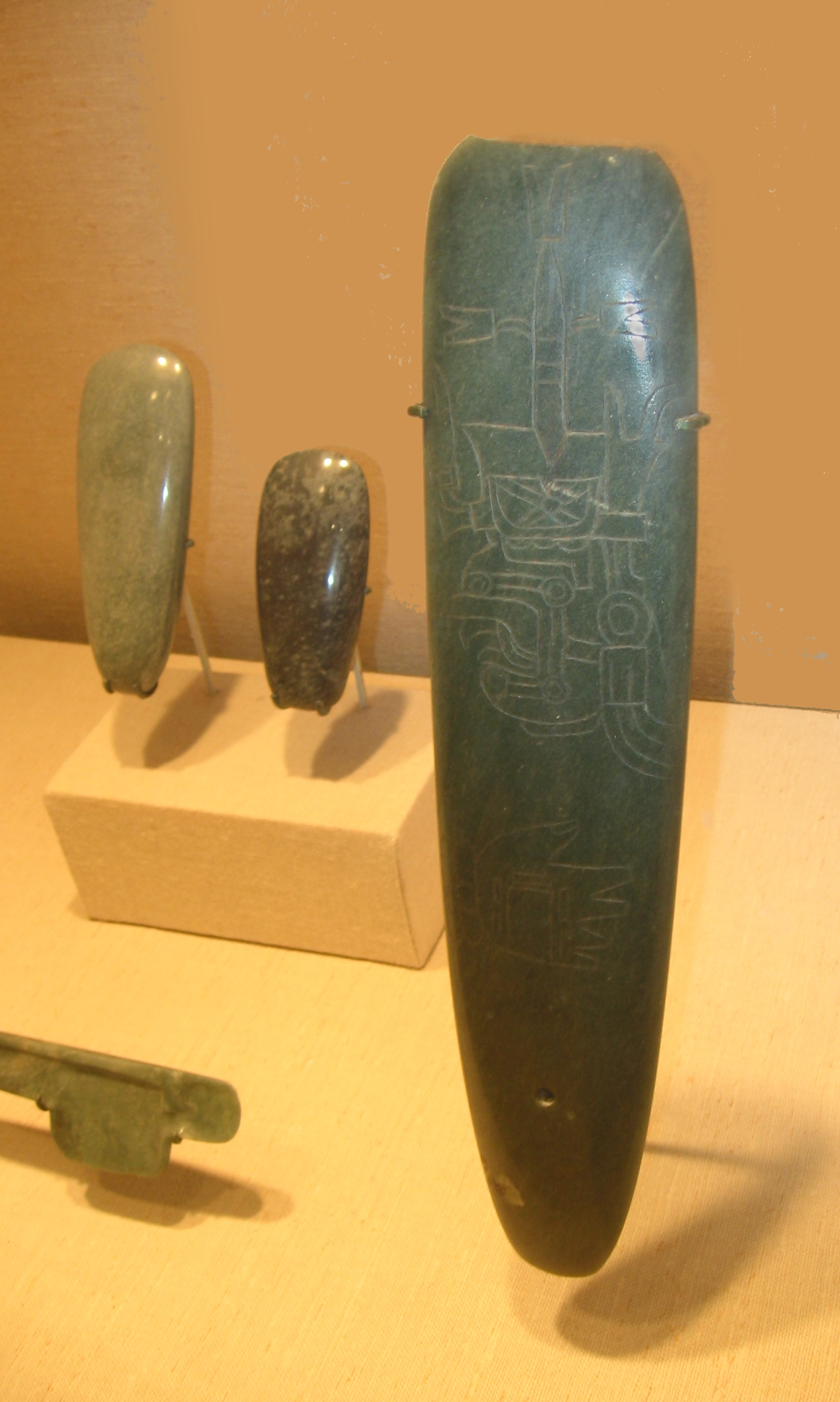
Кельти ольмеків (в англійській термінології)

Кельт (англ. celt, socketed axe, нім. Tüllenbeil) — різновид бронзової сокири та мотики з втулкою на місці обуха, спрямованої перпендикулярно площині леза, в яку вставлялося колінчасте або пряме руків'я.
У минулому в західній археології цим терміном позначалися будь-які сокири, тесла або мотики з каменю або бронзи. Зараз в англійській археологічної термінології ця назва збереглася для кам'яних шліфованих клиноподібних сокир, що не мають отворів. Серед яких окремо виділяють ще тип сокир, характерний для неолітичної культури лінійно-стрічкової кераміки (англ. shoe-last celt, дос. «кельт у формі взуттєвої колодки», нім. Shuhleistenkeil — так само).